# Acácio Cordeiro Barreto
Acácio Cordeiro Barreto (20 de gener de 1959) és un exfutbolista brasiler.

## Selecció del Brasil
Va formar part de l'equip brasiler a la Copa del Món de 1990.